# Clase Preußen
La clase Preußen (en alemán Prusia) fue la primera clase de buques acorazados construidos para Kaiserliche Marine en Alemania. La intención era no depender de los astilleros británicos para la construcción de buques de guerra.
En un principio fueron ideados para ser buques de batería central, pero luego su diseño varió para ser buques torreta. Tenían dos torres sobre la línea central del buque, una a proa y otra a popa, cada una con dos cañones pesados, además de tener un cañón en dirección a proa y otro a popa para disminuir el ángulo ciego de tiro, debido a que las torres eran interferidas por los mástiles y por los castillos.

## SMSPreußen

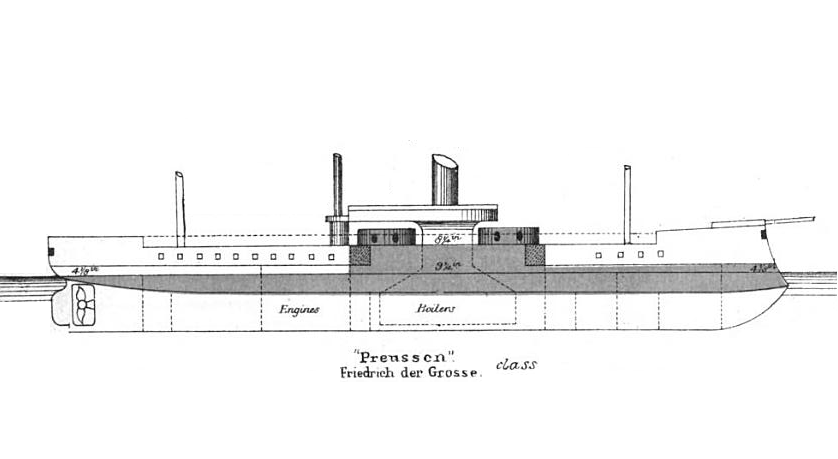
Alzado en esquema del SMS Preußen (aquí como Preussen)

El SMS Preußen era el líder de la clase, llamado así en recuerdo a la antigua Prusia (Preußen significa Prusia). Inicialmente se iba a llamar Borussia. Fue puesto en gradas en 1870 en A.G. Vulcan (Stettin), botado el 22 de noviembre de 1873 y comisionado el 4 de julio de 1876. 
Sirvió en la armada hasta 1891, siendo luego destinado a la defensa de la bahía de Wilhelmshaven hasta 1906. En 1903 fue rebautizado como SMS Saturn, cuando otro acorazado recibió el nombre de SMS Preußen. Fue convertida en depósito de carbón hasta que fue desguazado en 1919.

## SMSFriedrich der Große

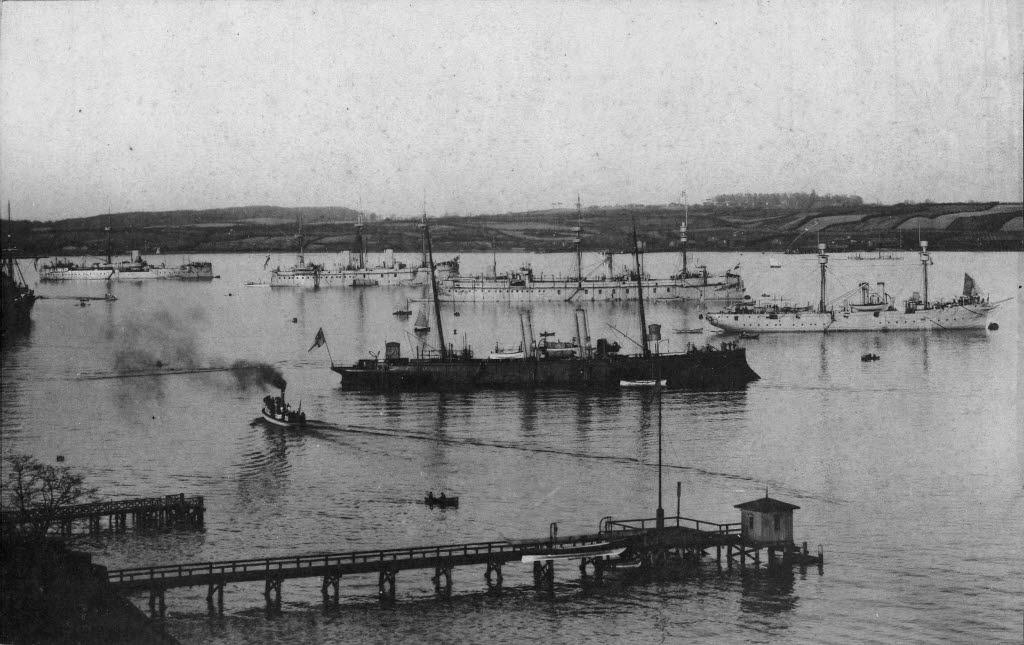
Frente a la academia naval de Kiel en 1895. Al fondo, de izquierda a derecha: buque blindado Friedrich der Große, fragata blindada Deutschland, Aviso Blitz (centro) y buque escuela de artillería Carola.

El SMS Friedrich der Große fue botado el 20 de septiembre de 1874 en Kiel y comisionado en 1877. Sirvió en la armada hasta 1891, destinado luego como guardacostas hasta que fue desguazado en 1920.

## SMSGroßer Kurfürst

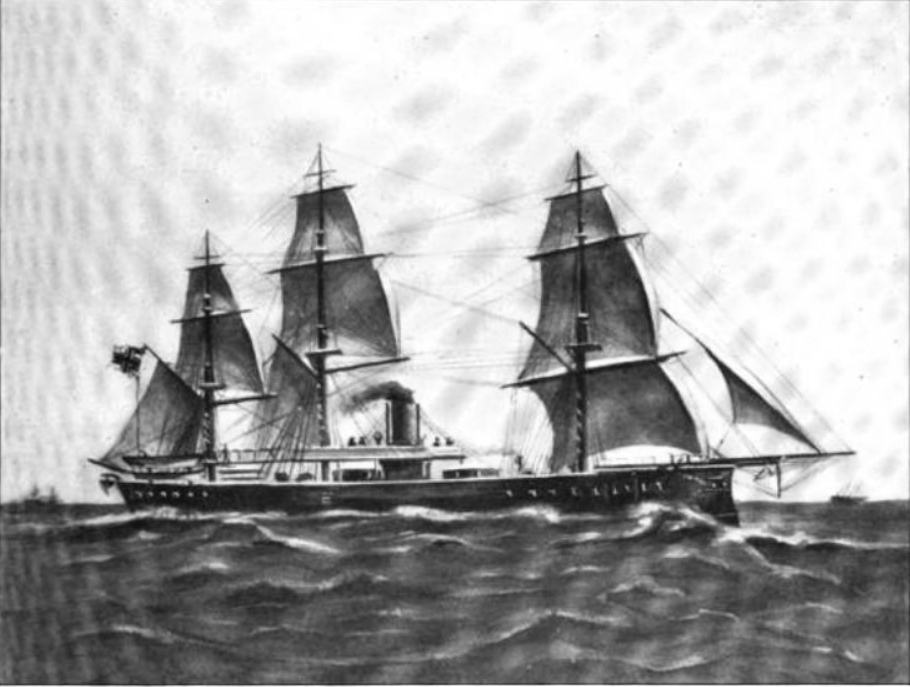
Imagen del navío SMS Großer Kurfürst

El SMS Großer Kurfürst fue botado en 1875 en Wilhelmshaven y comisionado en 1878. 
Durante unos ejercicios fuera de Folkeston en Kent, el 31 de mayo de 1878, un escuadrón de buques alemanes estuvo navegando en dos columnas hacia Plymouth, con el buque insignia SMS König Wilhelm y SMS Preußen en una división y el SMS Großer Kurfürst en la otra. Dos pequeños veleros se cruzaron frente a ellos y obligó a los buques a hacer maniobras para evitarlos, pero desafortunadamente, colisionaron el SMS König Wilhelm con el SMS Großer Kurfürst, siendo este último embestido por el primero, hundiéndose el buque y muriendo 284 hombres de su tripulación.

## Anexos
- Anexo:Buques blindados (1855-1880)